# Forbach (Baden)
Forbach ist eine Gemeinde im baden-württembergischen Landkreis Rastatt. Sie liegt im tief eingeschnittenen Tal der Murg im Nordschwarzwald. Ihre 132 Quadratkilometer große Gemeindefläche ist zu über 90 Prozent mit Wald bedeckt und hat Anteil am Nationalpark Schwarzwald.

## Geografie

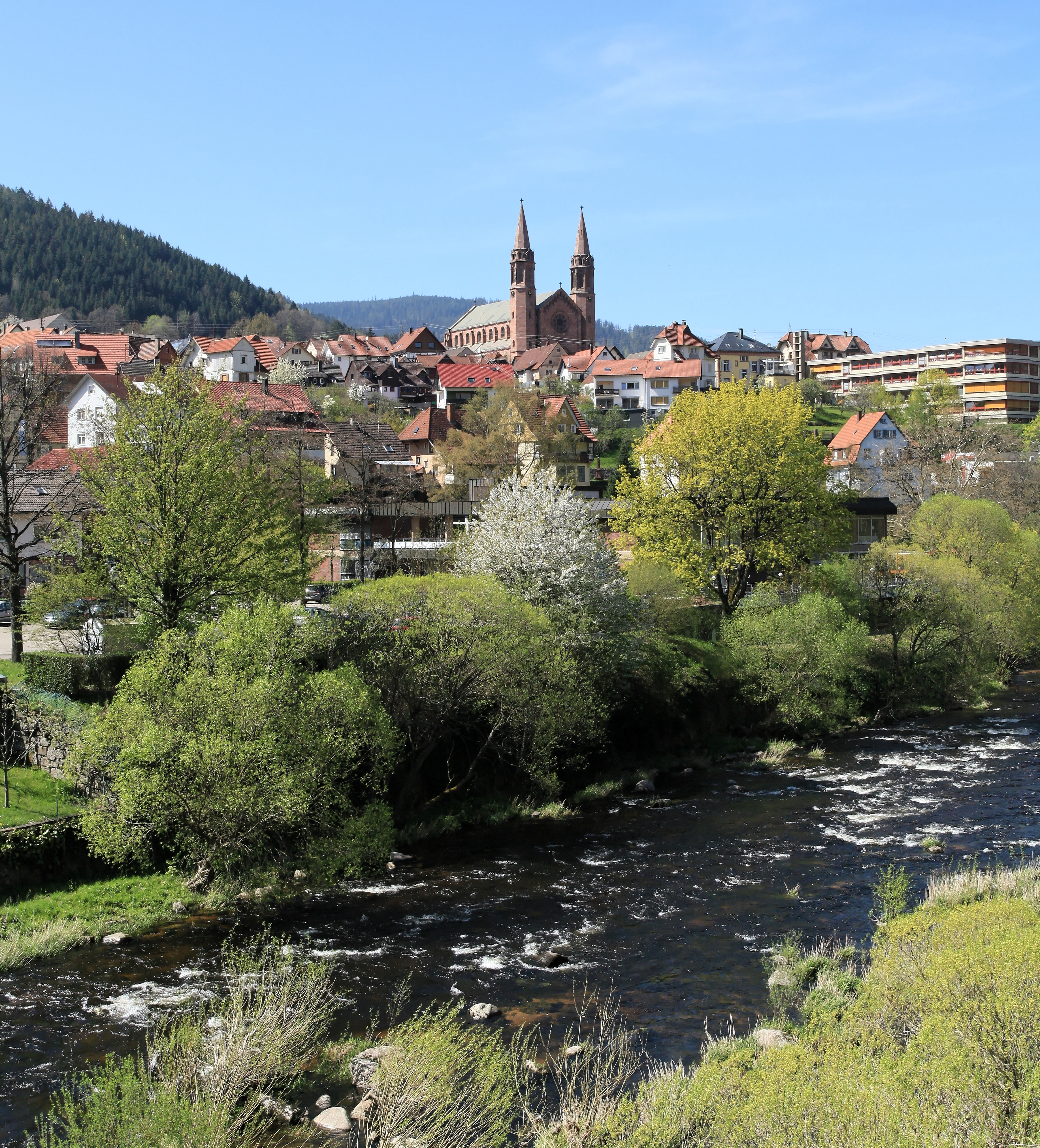
Forbach mit der Murg, hinten die Pfarrkirche St. Johannes

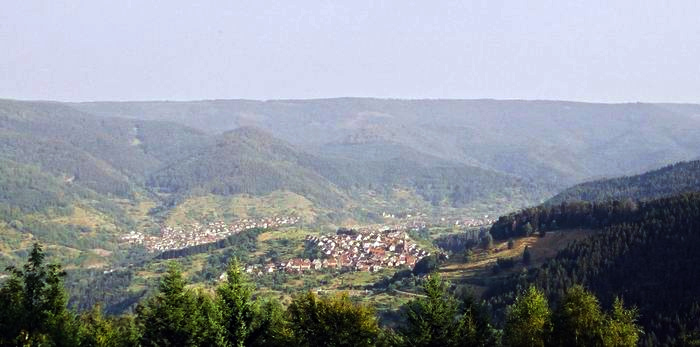
Blick ins Murgtal aus Richtung Rote Lache. Vorne liegt Bermersbach, im Tal links Gausbach und rechts Forbach

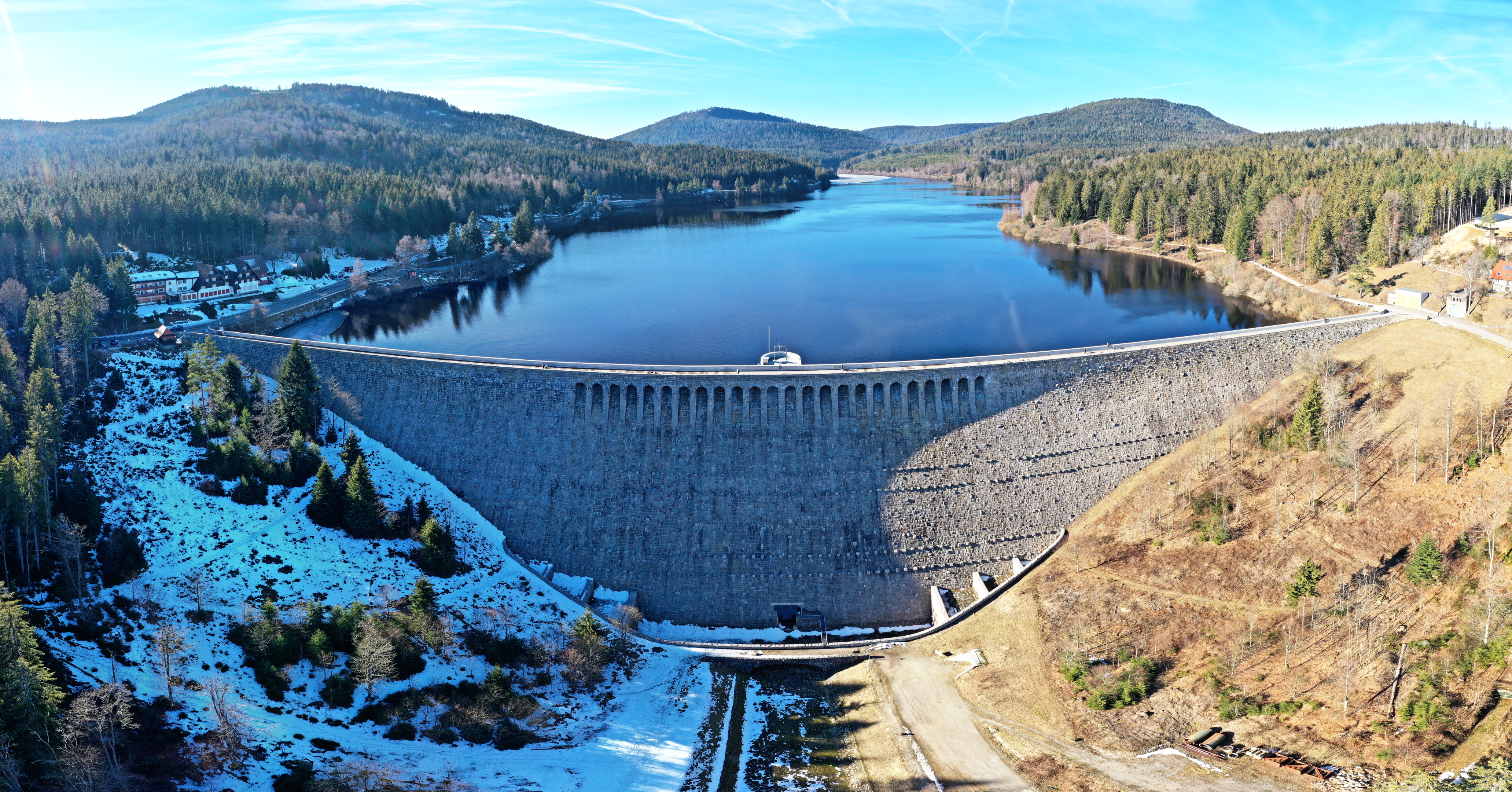
Die Schwarzenbachtalsperre

### Lage
Der Kernort Forbach liegt im mittleren Murgtal an der Murg. Der Bahnhof hat die Höhenmarke 303 m ü. NN. Die Ortsteile Kirschbaumwasen (434 m ü. NN) und Raumünzach (392 m ü. NN) liegen etwas flussaufwärts, die Orte Gausbach (300 m ü. NN) und Langenbrand (270 m ü. NN) etwas flussabwärts. Erbersbronn (514 m ü. NN) und Hundsbach (714 m ü. NN) liegen in Seitentälern oberhalb der Kernortes im Südwesten und Bermersbach (410 m ü. NN) oberhalb Forbach auf einer Anhöhe im Nordwesten. Die Orte Herrenwies (761 m ü. NN) und Schwarzenbach liegen im Höhengebiet westlich des Kernortes.
Die nächsten größeren Städte sind Gernsbach und Gaggenau, etwa 10 km bzw. 14 km weiter nördlich im Murgtal, und das im Nordwesten gelegene Baden-Baden, etwa 12 km entfernt. Im Westen, jenseits des Schwarzwaldhauptkammes und bereits in der Oberrheinischen Tiefebene, liegt Bühl etwa 17 km entfernt, flussaufwärts im Süden gelegen sind Baiersbronn etwa 20 km und die Stadt Freudenstadt etwa 26 km entfernt.
Forbach liegt weitgehend im Naturraum Grindenschwarzwald und Enzhöhen des Nordschwarzwalds. Der nördliche Teilbereich des 2014 eingerichteten Nationalparks Schwarzwald gehört überwiegend zum Gebiet der Gemeinde Forbach.

### Berge
Die höchste Erhebung Forbachs ist mit 1054,1 m ü. NHN der Hohe Ochsenkopf, gleichzeitig der höchste Berg im Landkreis Rastatt. Die Badener Höhe und der Mehliskopf liegen zum Teil auf Forbacher Gemeindegebiet. Wie der Seekopf sind sie über 1000 m hoch und liegen westlich der Murg. Im Höhenzug auf der Ostseite des Murgtals werden unweit des Hohloh noch Höhen von über 980 m erreicht. Auf dem 970,4 m ü. NN hohen Draberg steht der Sender Murgtal des Südwestrundfunks.

### Gewässer
Die Murg erreicht die Gemeindefläche südlich, von Baiersbronn kommend, bei Kirschbaumwasen in einer Höhe von 453 m ü. NN und verlässt sie im Norden bei Langenbrand am tiefsten Punkt Forbachs auf 205 m ü. NN in Richtung Weisenbach. Der größte Zufluss dazwischen ist linksseitig die Raumünzach. Die Murg hat mit ihrem starken Gefälle ein schluchtartiges Tal in den hier anstehenden Forbachgranit eingetieft, das eine Verkehrserschließung nur unter großem Aufwand erlaubte.
Die 1926 fertiggestellte Schwarzenbachtalsperre in einem Seitental der Raumünzach ist mit ihrer 400 Meter langen und 65 Meter hohen Staumauer und mit zwei Kilometer Länge der größte See des Wasserkraftwerks Rudolf-Fettweis-Werk. Zu ihm gehören daneben die Murgtalsperre Kirschbaumwasen und das Ausgleichsbecken Forbach an der Murg. Natürlichen, eiszeitlichen Ursprungs sind die Karseen Herrenwieser See und Schurmsee. Zur Holztrift wurden diese einst zusätzlich aufgestaut und weitere Staubecken wie die noch erhaltene Herrenwieser Schwallung errichtet.

### Gemeindegliederung
Zur Gemeinde Forbach gehören die ehemaligen Gemeinden Bermersbach, Gausbach und Langenbrand mit insgesamt 28 Dörfern, Weilern, Zinken, Höfen und Häusern. Zur ehemaligen Gemeinde Bermersbach gehörten das Dorf Bermersbach, das Gasthaus Rote Lache und die Häuser Wolfsheck. Zur Gemeinde Forbach in den Grenzen vom 30. Juni 1974 gehörten das Dorf Forbach, die Weiler Erbersbronn, Hundsbach-Aschenplatz, Hundsbach-Viehläger, Kirschbaumwasen, die Siedlungen Herrenwies, Hundsbach-Biberach, Hundsbach-Mitte und Raumünzach, die Höfe Schindelbronn, Seebachhof und Trabronn und die Häuser Badener Höhe, Kaltenbach, St. Anton, Sasbach, Schneiderskopf und Tauchert. Zur ehemaligen Gemeinde Gausbach gehörten das Dorf Gausbach und die Häuser Röhret. Zur ehemaligen Gemeinde Langenbrand gehörten das Dorf Langenbrand, die Siedlungen Breitwies (Weisenbachfabrik) und Wolfsheck und die Häuser Bahnstation Langenbrand-Bermersbach. In der Gemeinde Forbach im Gebietsstand vom 30. Juni 1974 lag die Wüstung Frohnbrunnen. Der Wohnplatz Tauchert wurde am 1. Januar 1977 nach Baiersbronn umgegliedert.

### Flächenaufteilung
Nach Daten des Statistischen Landesamtes, Stand 2022:

## Geschichte

### Bis zum 17. Jahrhundert
Forbach wurde im Jahre 1360 in einer Testamentsurkunde des Ebersteiners Heinrich II erstmals genannt. 1387 war Forbach halb ebersteinisch und halb markgräflich. Graf Wolfram verkaufte an seinen Onkel, den Markgrafen Rudolf VII. für 8000 Gulden u. a. von allen seinen Dörfern die Hälfte. Forbach war von da an halb an Eberstein, halb an Baden zinspflichtig. Im Jahr 1404 wurde bei der Besitzteilung zwischen dem Markgrafen Bernhard und den Ebersteiner Grafen Bernhard und Wolf die Pfarrei Forbach dem Markgrafen Bernhard zugeteilt.
1455 verkaufte Markgraf Karl an mehrere Bürger in Forbach, Gausbach und Bermersbach seine Waldungen in der Birkenau bis an den Hartmannsbrunnen und das Rotwasser mit Fischrecht für 250 Gulden. Markgraf Philipp bestätigte im Jahr 1532 den Waldverkauf von 1455 und verlangte von Kirchspielgemeinden Forbach, Bermersbach und Gausbach einen Zins von 65 Gulden auf 50 Jahre.
Im Jahr 1543 erhielt Forbach eine Dorfordnung, sie bestimmte in einigen Dutzend Artikeln, was rechtens und erlaubt und was nicht erlaubt war und was zum Schutz vor Feinden und anderen Gefahren getan werden musste. 1569 verkaufte Graf Philipp von Eberstein seinen Waldbesitz samt Sägemühlen und Floßrechten für 3500 Gulden an die Murgschifferschaft. 1624 heiratete die Ebersteinerin Maria den Grafen von Wolkenstein, der mit Maria auch halb Forbach bekam.

### Eingemeindungen
Am 1. Juli 1974 erfolgte die Eingemeindung von Bermersbach, Gausbach und Langenbrand.

## Religionen

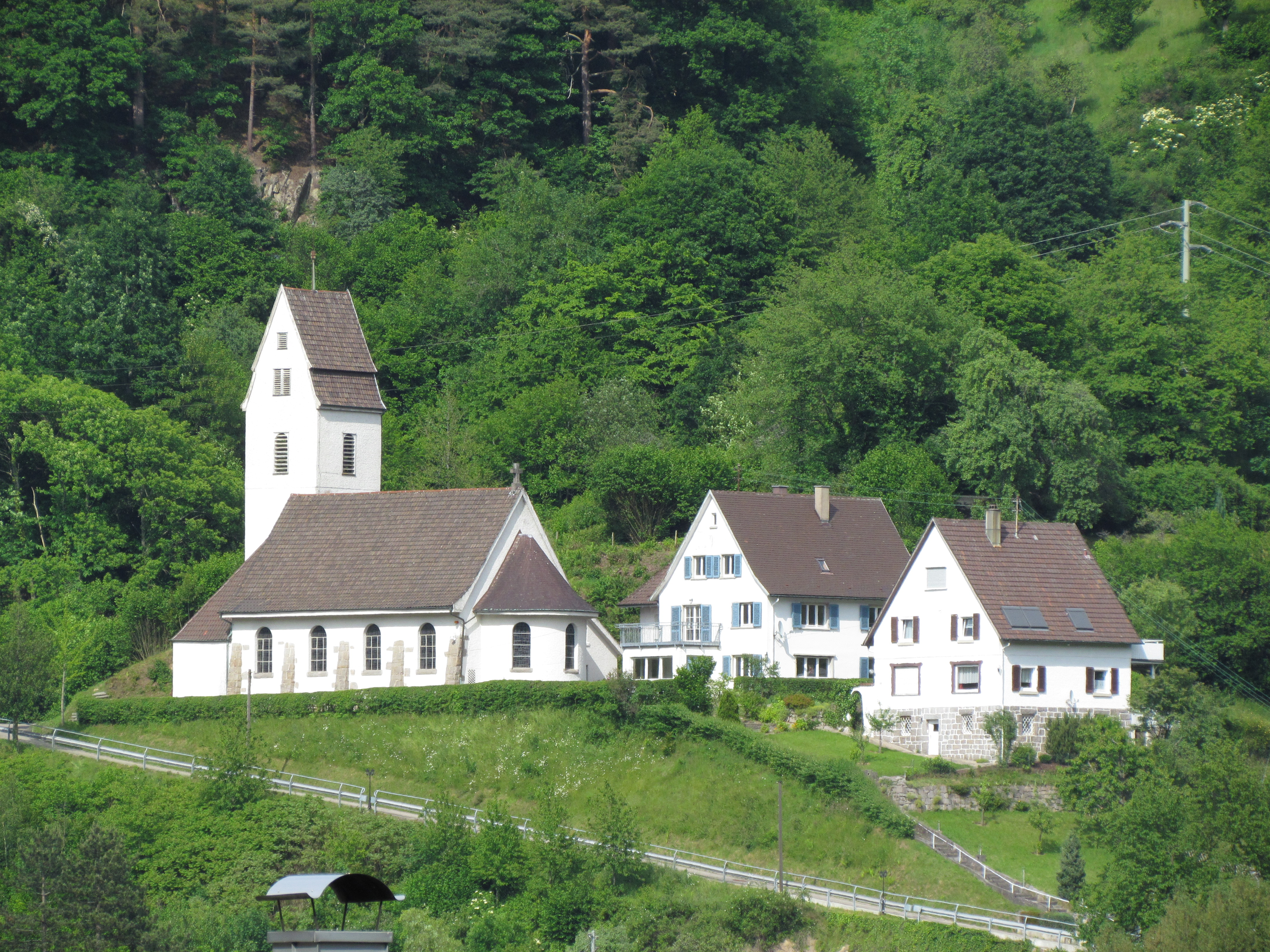
Die evangelische Kirche in Forbach

Ab 1555 machte der religiöse Zwiespalt in Forbach nicht Halt; in den hundert Jahren bis 1655 wechselten die Forbacher achtmal die Konfession. Schließlich konnte sich die römisch-katholische Kirche durchsetzen, der auch heute noch die meisten Forbacher angehören. Ein evangelisches Kirchengebäude wurde erst kurz vor dem Ersten Weltkrieg gebaut.

## Politik

### Gemeinderat
Der Gemeinderat hat 14 ehrenamtliche Mitglieder, die für fünf Jahre gewählt werden. Hinzu kommt der Bürgermeister als stimmberechtigter Gemeinderatsvorsitzender.
Die Kommunalwahl 2024 führte zu folgendem Ergebnis (in Klammern: Unterschied zu 2019):
| Gemeinderat 2024               | Gemeinderat 2024 | Gemeinderat 2024 | Gemeinderat 2024 | Gemeinderat 2024 |
| Partei / Liste                 | Stimmenanteil    | Sitze            |                  |                  |
| ------------------------------ | ---------------- | ---------------- | ---------------- | ---------------- |
| Freie Wähler                   | 41,8 % (+15,8)   | 6 (+2)           |                  |                  |
| SPD                            | 29,5 % (−0,2)    | 4 (±0)           |                  |                  |
| CDU                            | 22,9 % (−9,7)    | 3 (−1)           |                  |                  |
| Grüne                          | 5,9 % (−5,8)     | 1 (−1)           |                  |                  |
| Wahlbeteiligung: 67,4 % (+0,8) |                  |                  |                  |                  |

### Bürgermeister
Bürgermeister ist seit dem 1. Juni 2022 Robert Stiebler. Er wurde am 3. April 2022 mit 64,7 Prozent der Stimmen zum Bürgermeister gewählt. Er folgte Katrin Buhrke nach, die im März 2014 die Wahl mit 64,8 Prozent der Stimmen für sich entscheiden konnte und 2022 nicht erneut antrat. Buhrkes Vorgänger Kuno Kußmann (CDU, von 1998 bis 2014 im Amt) konnte bei der Wahl 2014 lediglich 33,1 Prozent der Stimmen für sich verbuchen.

### Städtepartnerschaften
Forbach unterhält seit 1963 partnerschaftliche Beziehungen zur französischen Gemeinde Andilly und seit 2007 auch zur italienischen Gemeinde Montemaggiore al Metauro. Am 24. April 2008 wurde die Partnerschaftsurkunde in Italien unterzeichnet.

### Wappen
Ein in Silber schrägliegendes, rechtsgekehrtes blaues Beil mit schwarzem Stiel, oben und unten begleitet von zwei blaubesamten roten Rosen. Als Symbol des Holzreichtums der Gemeinde erschien dieses Wappen erstmals in einem 1722 gestochenen Siegel. Im Wappenschild zur Besiegelung des Huldigungsprotokolls von 1811 fehlten die Rosen als Bezug zum Rosenzeichen des Hauses Eberstein. Um 1850 kehrten die Rosen wieder auf den Wappenschild zurück. 1901 nahm der Gemeinderat die Wappenfarben an.

## Wirtschaft und Infrastruktur

### Verkehr

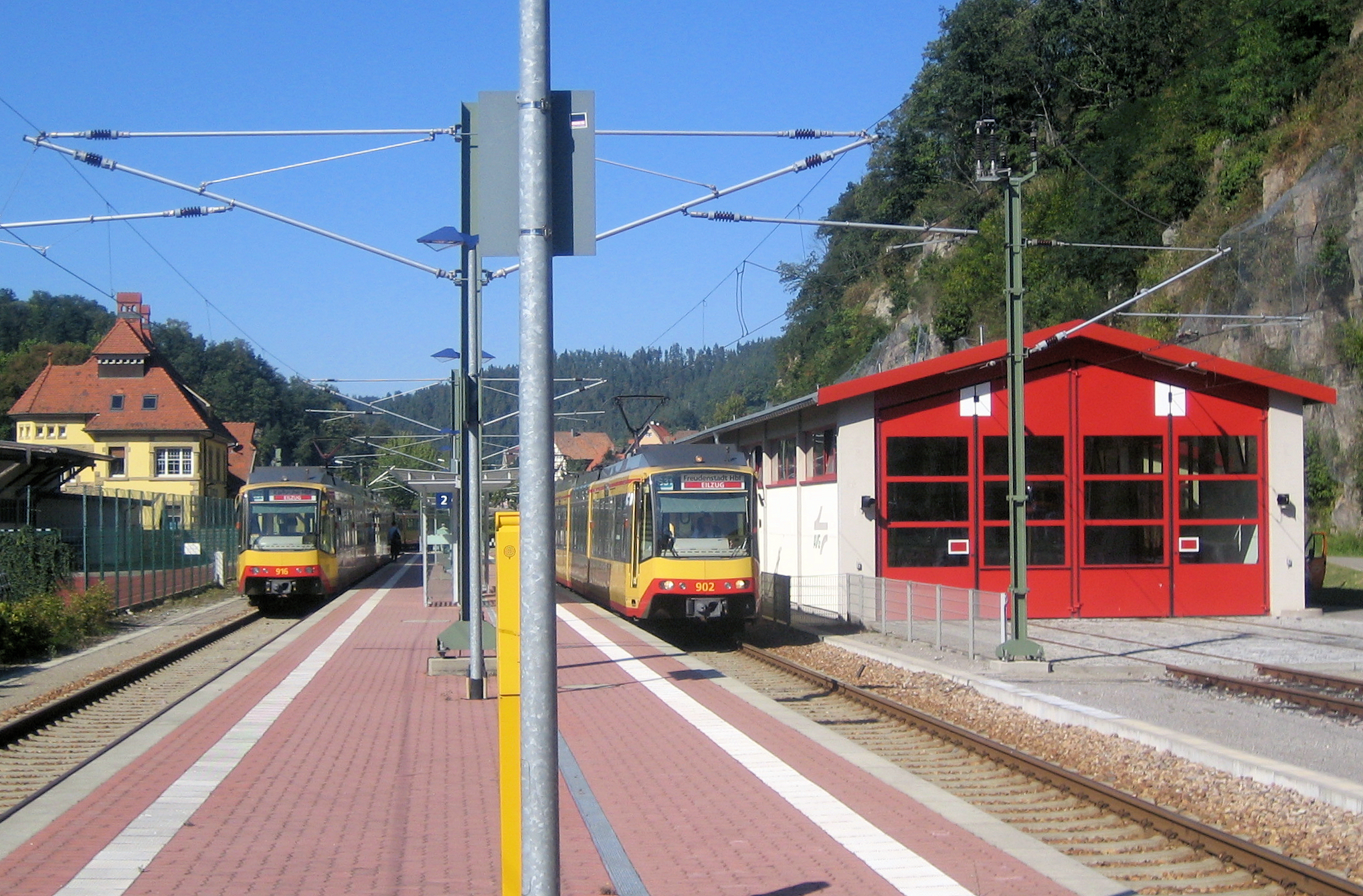
Der Bahnhof Forbach (noch mit alten Liniennummern).

Forbach hat fünf Haltepunkte an der Murgtalbahn (Rastatt – Freudenstadt) im Karlsruher Verkehrsverbund. Diese werden von den Linien S81 (Karlsruhe – Freudenstadt) und S8 (Karlsruhe – Eutingen im Gäu (– Herrenberg)) der Stadtbahn Karlsruhe bedient.
Die Bundesstraße 462 (Rastatt – Rottweil) verbindet die Gemeinde mit dem überregionalen Straßennetz. Die Verbindungsstraße nach Baden-Baden führt über die Rote Lache.
Durch eine Alltagsroute aus dem Radnetz Baden-Württemberg ist Forbach über die Ortsteile Gausbach und Langenbrand und über Weisenbach mit Gernsbach und Gaggenau und in der anderen Richtung über Baiersbronn mit Freudenstadt verbunden.

### Ansässige Unternehmen
Das Rudolf-Fettweis-Werk, ein Wasserkraftwerk der EnBW, ist neben der Gemeindeverwaltung und dem Klinikum Mittelbaden Forbach (ehemals Kreiskrankenhaus) der letzte große Arbeitgeber in Forbach. Die ursprünglich zur E. Holtzmann & Cie. gehörende Papierfabrik Wolfsheck wurde im Jahr 2007 geschlossen.

### Bildung
Forbach verfügt über eine Grundschule im Kernort. Außerdem gibt es zwei gemeindliche und einen römisch-katholischen Kindergarten im Ort.

## Kultur und Sehenswürdigkeiten

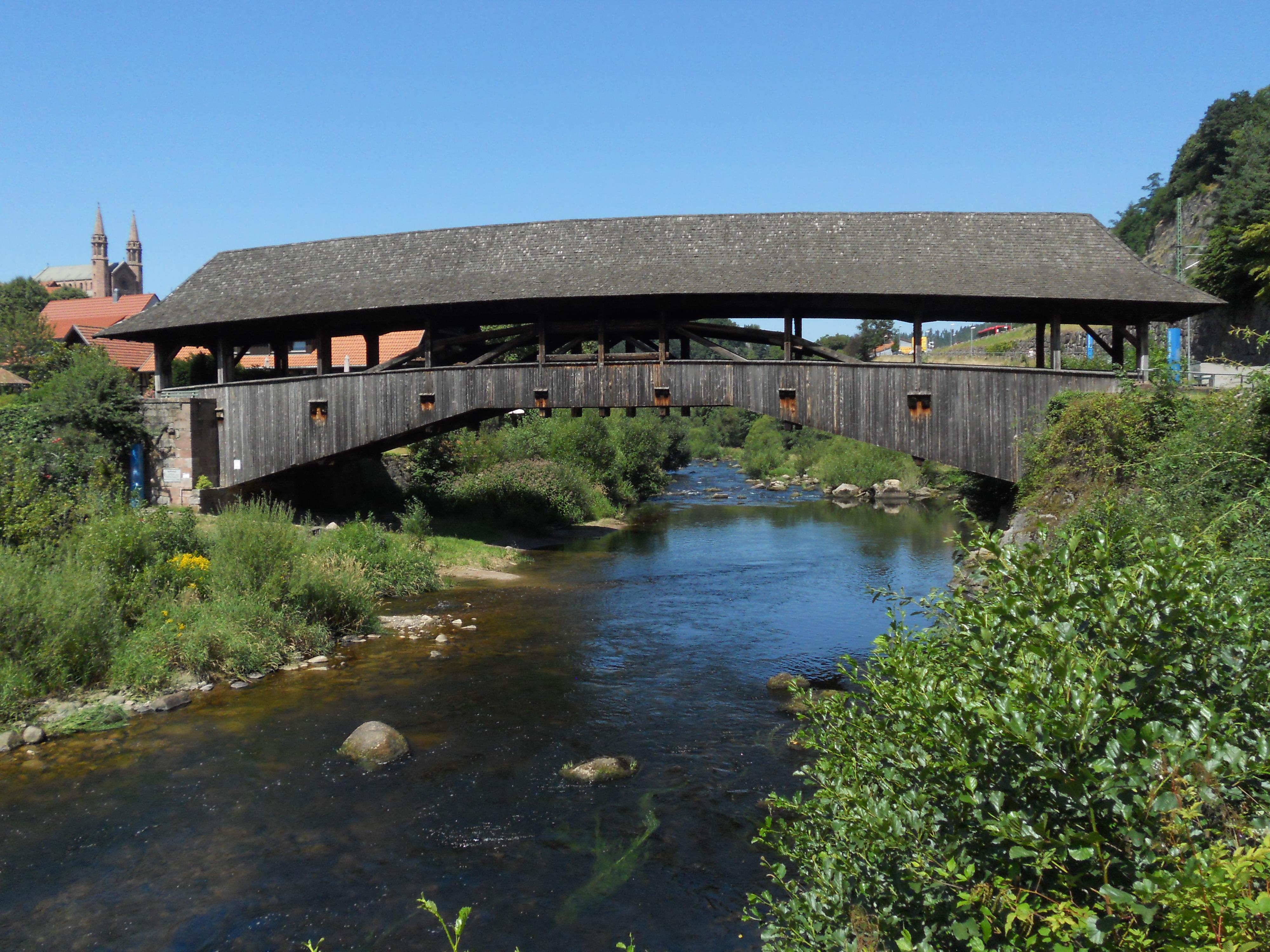
Die Holzbrücke über die Murg ist das Wahrzeichen von Forbach

Die gedeckte Holzbrücke über die Murg wurde 1778–1779 errichtet. Sie überquert den Fluss mit einer Spannweite von 37,8 m ohne Zwischenpfeiler und ist damit im Gegensatz zu ihren Vorgängerbauten hochwassersicher. Der erste Bau bestand bis 1954, im Folgejahr wurde die Brücke originalgetreu neu aufgebaut und 1976 renoviert. Sie ist mit PKW befahrbar.
Das Aquädukt über die Murg (▼) ist die älteste in Deutschland erhaltene Brücke aus Stampfbeton. Sie leitete oberhalb einer Murgschleife abgezweigtes Wasser zum Kraftwerk der ehemaligen Papierfabrik. Die Kanalbrücke wurde 1885 errichtet und steht seit 1979 unter Denkmalschutz.
Die katholische Pfarrkirche St. Johannes der Täufer überragt mit den zwei 50 m hohen Türmen ihrer Doppelturmfassade das Forbacher Ortszentrum. Die Basilika entstand 1886–1891 im neuromanischen Stil nach Plänen des Architekten Adolf Williard.
Durch Forbach verlaufen der Fernwanderweg Westweg, der an vielen Sehenswürdigkeiten vorbeiführt, sowie der Wanderweg Murgleiter und der Radwanderweg Tour de Murg.

### Museen
In der Festhalle (ehemalige Schule) des Ortsteils Bermersbach befindet sich das Murgtalmuseum, das sich mit den Lebensumständen früherer Generationen der Region beschäftigt. Das Museum wird vom Heimatverein Bermersbach geführt.

## Persönlichkeiten
- Peter Weiss (1908–1946), SS-Oberscharführer, als Kriegsverbrecher hingerichtet
- Günther Becker (1924–2007), Komponist
- Hans Wolfgang Kölmel (* 1944), Neurologe
- Manfred Gotta (* 1947), Unternehmer und Werbetexter, wohnhaft in Forbach-Hundsbach
- Hubert Schnurr (* 1955), Oberbürgermeister von Bühl, geboren in Hundsbach
- Rüdiger Seidt (* 1965), Bildhauer
- Michael Brecht (* 1965), Gewerkschafter
- Peter Maria Schnurr (* 1969), Koch
- Matthias Fritz (* 1969), ehemaliger Fußballprofi
- Conny Mayer-Bonde (* 1972), Hochschullehrerin und Politikerin (CDU), Mitglied des Deutschen Bundestags